# Eric Laneuville
Pour les articles homonymes, voir Laneuville.
Eric Laneuville est un réalisateur, acteur et producteur de télévision américain, né le 14 juillet 1952 à La Nouvelle-Orléans (Louisiane).

## Filmographie

### Réalisateur

#### Télévision
- 1982 : Hôpital St Elsewhere (St. Elsewhere)
- 1986 : The George McKenna Story
- 1987 : Flic à tout faire (Hooperman)
- 1988 : Secret Witness
- 1989 : Code Quantum (Quantum Leap)
- 1989 : A Brand New Life
- 1990 : Dream On
- 1991 : Rewrite for Murder
- 1993 : The Ernest Green Story (en)
- 1993 : L'Enfance mise à prix (Stolen Babies)
- 1993 : New York Police Blues ("NYPD Blue")
- 1993 : Staying Afloat
- 1994 : MANTIS
- 1994 : Les Soupçons d'une mère (Someone She Knows)
- 1995 : De l'amour à l'enfer (If Someone Had Known)
- 1996 : A Case for Life
- 1996 : Destination inconnue (Pandora's Clock)
- 1997 : La Route du cauchemar (Born Into Exile)
- 1997 : 413 Hope Street ("413 Hope St.")
- 2000 : Trapped in a Purple Haze
- 2000 : Bull
- 2002 : For the People
- 2003 : America's Prince: The John F. Kennedy Jr. Story
- 2003 : Ultime pouvoir (Critical Assembly)
- 2004 : La Star et l'Enfant (Naughty or Nice)
- 2005: Monk (Monk a un rival: saison 4, épisode 1)
- 2006 : Prison Break
- 2007 : Lost
- 2008 : Ghost Whisperer
- 2010 : La Double Vie de Samantha (The Client List)
- 2011 : Hawaii 5-0
- 2011 : Mentalist, saison 4

### Acteur

#### Cinéma
- 1971 : Le Survivant (The Omega Man) : Richie
- 1974 : Shoot It Black, Shoot It Blue : Lamont
- 1974 : La Ceinture noire (Black Belt Jones) : Quincy
- 1974 : Un justicier dans la ville (Death Wish) : Mugger
- 1977 : A Piece of the Action : Gerald
- 1979 : Le Vampire de ces dames : Russell, Young Punk
- 1979 : Force One : Charlie Logan
- 1980 : Revanche à Baltimore (The Baltimore Bullet) : Purvis, Frankie
- 1981 : Back Roads : Pinball Wizard
- 1988 : Paramedics : Cameo Role
- 1994 : Fear of a Black Hat (en) de Rusty Cundieff : Jike Spingleton

#### Télévision
- 1968 : Saturday Adoption : Macy Stander
- 1971-1973 : Room 222 : Larry
- 1972 : Chasseur d'homme (The Manhunter) : Fronie
- 1973 : The Furst Family of Washington : Junior
- 1974 : Twice in a Lifetime : Lewis
- 1975 : Foster and Laurie : Max
- 1975 : The Cop and the Kid : Mouse
- 1980 : Scared Straight! Another Story : James
- 1993 : Staying Afloat : Shelter Attendant
- 1996 : Incitation au meurtre (Twisted Desire) : Détective Daniels

### Producteur
- 1997 : 413 Hope Street (413 Hope St.)
- 2000 : Bull